# Caroline Kennedy
Caroline Bouvier Kennedy (født 27. november 1957 i New York City i USA) er tidligere USA's ambassadør i Japan. Hun er datter af præsident John F. Kennedy og Jacqueline Kennedy og søster til John F. Kennedy, Jr., og er desuden en amerikansk kulturpersonlighed. 
Under barndomsårene i Det Hvide Hus var Caroline og hendes bror stadig i rampelyset – de blev nærmest betragtet som "kongebørn" af amerikansk massemedier.
Hun er uddannet jurist, med eksamen fra Harvard University og Columbia Law School, og har skrevet to fagbøger i jura.
Hun er meget kulturelt interesseret og er ordfører i styret for American Ballet Theater og ordfører for Kennedy Library Foundation.
Hun giftede sig den 20. juli 1986 med kulturhistorikeren Edwin Schlossberg (født 1945). Parret har tre børn: Rose (født 1988), Tatiana (1990) og John (født 1993).
Hun aspirerede i 2008 til plads i det amerikanske senat efter senator Hillary Clinton, som måtte opgive sin plads i senatet for at kunne blive udenrigsminister, men i januar 2009 meddelte hun, at hun af personlige grunde alligevel ikke stillede op. Hun bidrog aktivt i Barack Obamas præsidentvalgkamp.